# 유장수
유장수(劉長壽, ? ~ ?)는 전한 후기의 제후로, 광천유왕의 손자이다.

## 행적
아버지 유필승의 뒤를 이어 역향후(歷鄕侯)에 봉해졌다. 시호를 경(頃)이라 하였고, 아들 유궁이 작위를 이었다.

## 출전
- 반고, 《한서》 권15하 왕자후표 下

| 선대 아버지 역향강후 유필승 | 전한의 역향후 ? ~ ? | 후대 아들 역향목후 유궁 |